# Libero professionista
Il libero professionista è un lavoratore che svolge un'attività economica, a favore di terzi, volta alla prestazione di servizi mediante lavoro intellettuale. L'attività svolta da tale soggetto è detta libera professione.
L'etimologia della parola professionista deriva da "professare", cioè essere fedele a statuti ordinistici o regolamentanti un'attività, che un tempo poteva anche essere artigianale o artistica.

## Caratteristiche generali
Per esercitare la loro attività, i liberi professionisti a volte devono possedere requisiti di legge che variano da Stato a Stato, specie per talune libere professioni più critiche (ad esempio medico o avvocato). Nelle nazioni in cui esistono albi professionali l'iscrizione può essere obbligatoria o facoltativa a seconda della legislazione e/o regolamentazione governativa locale nonché della specifica libera professione. Quando, per una determinata libera professione, non è predisposto un albo o non è obbligatoria l'iscrizione per esercitare, allora è generalmente possibile iscriversi ad un'eventuale associazione di categoria.
Il libero professionista, avendo una professionalità talvolta sviluppata anche tramite percorsi di istruzione superiore, la mette a disposizione e fornisce prestazioni professionali a vari clienti senza essere assoggettato a datori di lavoro.
Generalmente, i liberi professionisti che esercitano le attività ritenute più vitali dai singoli ordinamenti nazionali, insieme con la professione oggetto dell'attività, soggiacciono ad una particolare e specifica disciplina legislativa. In questi casi solitamente sono prescritti pure requisiti di istruzione superiore. Tuttavia le libere professioni regolamentate sono la netta minoranza del complessivo delle libere professioni sia di quelle rivolte alle persone fisiche sia di quelle esercitate verso enti/imprese o lavoratori autonomi. In questi casi la qualifica del libero professionista non è vincolata all'abilitazione statale ma è acquisita attraverso la competenza.
Mentre il libero professionista è, per definizione, un lavoratore autonomo dotato di partita IVA che esercita una professione intellettuale, è altrettanto vero che molte professioni intellettuali, anche quelle per cui sia obbligatoria l'iscrizione ad un albo, sono pure esercitate sotto forma di lavoro subordinato o lavoro parasubordinato: medico, giornalista, veterinario, farmacista, ingegnere, architetto, geometra e (in alcune nazioni) anche avvocato, sono esempi di professioni regolamentate svolte anche come dipendenti  (o assimilabili) di un datore di lavoro. A maggior ragione qualsiasi professione intellettuale non regolamentata può essere svolta come lavoratore dipendente (o assimilabile) di un'impresa del terziario avanzato, ad esempio una società di consulenza. In tutti questi casi non si può parlare di liberi professionisti.
Esiste inoltre un'importante differenza tra i termini "libero professionista" e "professionista", specie in un contesto tecnico-legale internazionale. Nell'inglese tecnico-commerciale, con il termine professional, che è spesso tradotto (anche dalle leggi italiane) in professionista, s'intende "in ambito di impresa o di lavoro autonomo". Questo è anche il significato di professionista per il codice del consumo.

## Figure particolari

### Ilfreelance
Il freelance ("freelance worker") è un termine inglese, usato in riferimento ad un prestatore che svolga liberamente un'attività lavorativa cioè non sia vincolato ad un unico soggetto fruitore. Tale espressione è equivalente a libero professionista ed è entrata anche nell'uso italiano;  deriva dal Medioevo in cui indicava un mercenario (ovvero un soldato che non serviva uno specifico signore, e i cui servizi erano a disposizione di chi lo pagasse).

## Nel mondo

### Italia
Per svolgere la gran parte delle libere professioni non è generalmente richiesta l'iscrizione ad un albo professionale ad eccezione delle ipotesi previste dalla legge. Infatti, le cosiddette "attività riservate" a soggetti iscritti in albi o collegi sono precisamente indicate dalle norme e costituiscono un elenco limitato rispetto al vasto campo di servizi professionali centrati sull'apporto intellettuale. Tale "elenco limitato" tuttavia è molto più ampio che nella maggior parte degli Stati, e segnatamente nell'Unione europea. Ad esempio, mentre le professioni "riservate" di medico ed avvocato sono previste in tutti gli Stati della UE, tutte le altre "professioni regolamentate" sono di regola in numero inferiore, mentre la professione di giornalista è prevista solamente in Italia. Il professionista in Italia (a differenza che altrove) è ben distinto dagli altri operatori economici e quindi, ad esempio, non è assoggettabile alla disciplina del fallimento. Occorre inoltre presentare all'Agenzia delle entrate della propria provincia di residenza o di esercizio della professione la richiesta di attribuzione della partita IVA tramite la quale si verrà identificati per le procedure amministrative. Da notare che sul certificato di attribuzione della partita iva, qualsiasi libero professionista italiano trova scritto "ditta individuale" perché l'Agenzia delle Entrate non distingue tra libero professionista e lavoratore autonomo.
Salvo le eccezioni stabilite dalla legge, l'esercizio della libera professione non è generalmente precluso a chi sia lavoratore dipendente o assimilabile (es. parasubordinato). Infatti, in alcune situazioni il lavoratore può svolgere contemporaneamente la professione sia come dipendente che come libero professionista: il classico caso è quello di quei medici che prestano servizio presso strutture pubbliche e che svolgono anche attività libero professionale, in gergo "da privato". Oppure vi è anche il caso in cui un soggetto svolga un'attività lavorativa (regolamentata o meno) da dipendente e nello stesso tempo eserciti la libera professione: ad esempio i numerosi insegnanti (privati o pubblici) che poi hanno anche una loro attività consulenziale. Generalmente (dipende dal reddito da lavoro autonomo), in questi casi il dipendente deve aprire una sua partita iva.
Il libero professionista, a fronte del percepimento di una parcella come compenso per la sua prestazione, emette fattura ai propri clienti per i servizi erogati, come tutti i lavoratori autonomi. La remunerazione del libero professionista prende il nome di compenso od onorario. Oltre all'onorario (cioè il dovuto per la prestazione professionale) nella fattura possono essere comprese anche varie voci di spesa. La peculiarità fiscale dei liberi professionisti rispetto alle imprese individuali (artigiani, commercianti, agricoltori, allevatori) è che la loro fattura contiene la ritenuta d'acconto (analogamente a quanto accade nei cedolini paga dei lavori dipendenti e dei parasubordinati) che deve essere quindi successivamente versata al fisco dal committente.
L'imponibile su cui si applica la ritenuta d'acconto è diverso per i liberi professionisti iscritti negli albi rispetto agli altri liberi professionisti. La motivazione riguarda nuovamente l'esistenza delle casse previdenziali tenute dagli ordini rispetto alla gestione separata INPS e il diverso imponibile è a vantaggio dei liberi professionisti protetti.
I titolari di farmacie, invece, sono soggetti alle regole del commercio, in quanto effettuano vendite di beni, e quindi emettono scontrini fiscali.

#### Disciplina normativa
In Italia la distinzione tra lavoratori autonomi e liberi professionisti è dal punto di vista civilistico mentre, da quello fiscale, il libero professionista appartiene alla categoria del lavoro autonomo.
L'art. 2229 del codice civile italiano "Delle professioni intellettuali" inquadra l'esercizio di una professione intellettuale. L'articolo in oggetto precisa che è la legge che "determina le professioni intellettuali per l'esercizio delle quali è necessaria l'iscrizione in appositi albi o elenchi". Pertanto, le libere professioni ordinistiche sono un sottoinsieme delle libere professioni. Questo assunto è successivamente confermato dall'art. 2231 che ribadisce il concetto secondo il quale la "prestazione d'opera intellettuale" (art. 2230) può essere condizionata "all'iscrizione in un albo o elenco". La legge 14 gennaio 2013, n. 4 riprende la definizione di cui sopra, specificando che l'esercizio della professione (non ordinistica ovvero associativa) "è libero". Infine, mentre in Italia i professionisti non sono imprese, per la giurisprudenza comunitaria è impresa "qualsiasi entità che esercita un'attività economica, a prescindere dal suo stato giuridico e dalle sue modalità di finanziamento". Le attività di chi esercita una professione sono "attività organizzate per la produzione di servizi, ossia per l'esecuzione di prestazioni di fare". Quindi i liberi professionisti, per la normativa comunitaria, sono imprenditori.
In base alla riforma del 2012, operata ai sensi del D.P.R. 7 agosto 2012 n. 137 emanata in applicazione del decreto legge 13 agosto 2011 n. 138 - convertito in legge 14 settembre 2011 n. 148 - la disciplina del tirocinio professionale ha subito una riforma generale. Inoltre, ai sensi del decreto legge 24 gennaio 2012, n. 1 - convertito in legge 24 marzo 2012, n. 27 - le tariffe ordinistiche sono state abolite, stabilendo nel contempo che il compenso del professionista venga determinato con riferimento a parametri stabiliti con decreto del ministro competente Dal 15 agosto 2014 i liberi professionisti ordinistici sono obbligati (a seguito della riforma delle professioni, DPR 137/2012 di cui sopra che ha avuto diverse proroghe) a dotarsi di una polizza assicurativa RC.
L'iscrizione ad un albo professionale è tipica delle "professioni protette", nell'ambito del sistema ordinistico contrapposto al libero professionista inquadrato nelle "associazioni professionali", di tipo volontario. Quest'ultimo sistema ha trovato riconoscimento giuridico da parte dello Stato con la legge sulle associazioni professionali 14 gennaio 2013, n. 4 ("Disposizioni in materia di professioni non organizzate"), entrata in vigore il 10 febbraio 2013 (precedentemente approvata in via definitiva dalla Camera il 19 dicembre 2012, pubblicata sulla Gazzetta Ufficiale n. 22 il 26 gennaio 2013). Tale legge, nei primi articoli, inquadra la nuova tipologia di liberi professionisti (cosiddetti senza albo) iscritti alle associazioni professionali e, comunque, dà una definizione generale (svincolata dal sistema ordinistico) di libero professionista come soggetto economico che eroga servizi mediante il ricorso prevalente o esclusivo di prestazione intellettuale.
Occorre poi iscriversi obbligatoriamente presso un ente pensionistico ed, eventualmente, assicurativo per infortuni e malattia. A questo punto sono due le possibilità:
- i liberi professionisti ordinistici devono obbligatoriamente iscriversi alle casse previdenziali tenute dai propri ordini (rese privatizzate con l'entrata in vigore dal DLgs n. 509/1994); tale obbligo decade nel caso in cui il lavoratore non sia iscritto all'albo ovvero non eserciti in proprio l'attività regolamentata (ad esempio se si è un lavoratore subordinato);
- i liberi professionisti non ordinistici devono iscriversi alla gestione separata dell'INPS.

Attualmente, la diversa impostazione crea una disparità, in quanto le aliquote INPS a carico dei liberi professionisti senza albo (e perciò anche detti senza cassa) sono nettamente superiori a quelle che esigono le casse gestite dagli ordini. Inoltre, la gestione separata INPS raggruppa anche i parasubordinati e altre categorie di lavoratori, non avendo una sezione specifica per i soggetti che svolgono una libera professione (partite IVA). Tale disparità ha generato un dibattito politico in corso.

#### Statistiche
Secondo uno studio di CNA Professioni, nel luglio 2012 risultavano 1,7 milioni di liberi professionisti protetti contro ben 3 milioni di liberi professionisti non ordinistici (senza albo). La differenza quantitativa fra liberi professionisti protetti e non ordinistici è destinata a crescere in conseguenza della rapida evoluzione dei servizi richiesti da persone fisiche e aziende nonché per la rilevante contrazione di iscritti, soprattutto giovani, tra gli ordini a causa della crisi. D'altra parte, se è vero che le attività professionali riservate per legge possono essere effettuate solo dagli iscritti agli ordini, le associazioni dei liberi professionisti non ordinistici lamentano la concorrenza "sleale" nello svolgimento di attività non riservate da parte di soggetti delle professioni regolamentate, in quanto questi ultimi hanno condizioni contributive di carattere pensionistico nettamente più favorevoli, godendo altresì delle protezioni legali e assicurative offerte dagli ordini.